# Mišače
Mišače este o localitate din comuna Radovljica, Slovenia, cu o populație de 66 de locuitori.